# 雷伊诺
雷伊诺（義大利語：Reino），是意大利贝内文托省的一个市镇。总面积23平方公里，人口1306人，人口密度56.8人/平方公里（2009年）。ISTAT代码为062056。